# 追兇線索
《追兇線索》（英語：Cleaner）是一部2007年美國驚悚片，由雷尼·哈林執導，山繆·傑克森、艾德·哈里斯、伊娃·曼德絲、琪琪·帕瑪、路易·古茲曼、喬斯·帕布洛·甘迪洛和勞勃·佛斯特主演。傑克森飾演一名頂尖犯罪現場清理員，認為自己身陷一場謀殺案的掩蓋行徑之中。該片2007年5月27日於美國上映。

## 演員
- 山繆·傑克森飾演湯姆·卡特勒
- 艾德·哈里斯飾演埃迪·洛倫佐
- 伊娃·曼德絲飾演安·諾卡特
- 琪琪·帕瑪飾演羅絲·卡特勒
- 路易·古茲曼飾演吉姆·巴爾加斯
- 喬斯·帕布洛·甘迪洛飾演米格爾
- 勞勃·佛斯特飾演阿洛·格兰奇
- 瑪姬·勞森飾演雪莉

## 反響
電影在爛番茄網站上，基於12條影評，好評度僅17%，平均評分為4.3／10。在Metacritic上，電影根據4位影評人而獲得49分（滿分100），評價兩極。

## 外部連結
- 互联网电影数据库（IMDb）上《追兇線索》的资料（英文）